# تیم ملی هندبال تونس
تیم ملی هندبال تونس (انگلیسی: Tunisia national handball team) نماینده کشور تونس در مسابقات بین‌المللی ورزش هندبال است.
این تیم در سال ۱۹۶۲ میلادی عضو فدراسیون بین‌المللی هندبال شده و سابقه ۹ قهرمانی در مسابقات قهرمانی هندبال آفریقا را در کارنامه دارد.